# Clairfontaine
Clairfontaine es una comuna francesa, situada en el departamento de Aisne, de la región de Alta Francia.

## Demografía
| 609 | 597 | 519 | 556 | 514 | 497 | 565 | 564 |
| Para los censos de 1962 a 1999 la población legal corresponde a la población sin duplicidades (Fuente: INSEE [Consultar]) |     |     |     |     |     |     |     |